# WB Ed 3/3
Die Wohlen-Bremgarten-Bahn (WB) beschaffte 1876 von den Werkstätte der Schweizerischen Centralbahn (SCB) in Olten zwei Tenderlokomotiven der Bauart Ed 3/3. Der Kaufpreis wird mit 33 000.- Schweizer Franken angegeben. Die Lokomotiven kamen mit Abschluss des Betriebsvertrages 1883 mit der SCB zu deren Rollmaterial. Dort wurden sie anfänglich als Baureihe E 3 geführt.

## Technisches
Die SCB-Werkstätte Olten baute die beiden Lokomotiven als leichte Variante der SCB Ed 3/3. Man verwendete die gleiche Kesselbauart, allerdings lag der Kessel etwas tiefer, auf der Höhe von 1650 mm. Er hatte keinen Dampfdom, allerdings befanden sich auf ihm ein Sanddom und ein Crampton-Gehäuse. In diesem Gehäuse befanden sich die über Hebel zu betätigenden Schieberregulatoren. Vom Gehäuse führten auch die äusseren Einströmrohre zu den Zylindern. Die drei Federwaagensicherheitsventile befanden sich auf dem Regulatorengehäuse und Armaturendom. Der Achsstand wurde gegenüber den SCB-Lokomotiven verlängert, so dass die Feuerbüchse zwischen der zweiten und dritten Achse Platz fand, und der hintere Überhang vermieden werden konnte.
Die Lokomotiven besassen einen Innenrahmen. Die Tragfedern der ersten und zweiten Achse standen über dem Rahmen, die dritte Achse war mit einer Querfederung versehen. Die ovalen Wasserkästen waren seitlich des Kessels angebracht und der Kohlekasten befand sich hinter dem Führerhaus, welches nach hinten offen war. Als Steuerung war eine Allan-Steuerung mit Exzenter vorhanden, durch die langen Triebstangen war eine Doppelhebelanordnung eingeschaltet. Diese kehrte die Steuerbewegung um und steuerte nach innen versetzt, die auf den Zylinderachsen befindlichen Schieber an. Die Umsteuerung erfolgte mittels eines Hebels über eine zweiteilige Steuerstange und einer unter dem Führerhaus durchgehenden Steuerwelle. Die mit schräger Spindel ausgerüstete, vierklötzige Handbremse wirkte auf die Triebachse.
| WB | SCB | SBB ab 1902 | Name       | Fabrik Nummer | Baujahr | Hersteller | Ausrangiert |
| -- | --- | ----------- | ---------- | ------------- | ------- | ---------- | ----------- |
| 1  | 1   | 8398        | Bremgarten | 26            | 1876    | SCB Olten  | 1904        |
| 2  | 2   | 8399        | Reussthal  | 27            | 1876    | SCB Olten  | 1903        |

## Betriebliches
In den letzten Jahren leisteten die Lokomotiven Rangieraufgaben in Basel, wo sie vom Personal ihres Aussehens wegen den Übernamen „Char à banc“ erhielten.